# Clyde Navigation Trust
Der Clyde Navigation Trust war eine im Jahre 1858 gegründete öffentliche Organisation, einer Anstalt des öffentlichen Rechts in Deutschland vergleichbar, in Glasgow (Schottland), verantwortlich für Entwicklung, Ausbau und Management des Flusses Clyde und der dortigen Hafenanlagen. Er wurde 1966 von der Clyde Port Authority abgelöst.

## Vorgeschichte
Um die Schifffahrt auf dem Clyde vom Firth of Clyde bis nach Glasgow zu verbessern, wurde das Flussbett schon seit der Mitte des 18. Jahrhunderts stetig vertieft und erweitert. Nachdem im Jahre 1759 der Stadtrat von Glasgow per Gesetz das Recht erhalten hatte, den Fluss zwischen der Glasgow Bridge und der Dumbuck Furt bei Dumbarton zu reinigen, vertiefen, begradigen und verbessern, nahmen diese Bemühungen stetig zu. Die Stadt übertrug diese Aufgaben dem eigens dafür gebildeten „River Improvement Trust“, der aus einer Anzahl von Mitgliedern des Stadtrats bestand. Der Fluss wurde nach und nach entschlammt und durch den Bau von Buhnen wurde die Fließgeschwindigkeit erhöht und die Fahrrinne vertieft: die Tiefe der Fahrrinne stieg von etwa 1,25 m im Jahre 1771 auf 3,7 m im Jahre 1781 und 4,6 m im Jahre 1830.

## Gründung und Aktivitäten
1858 verabschiedete das britische Parlament den „Clyde Navigation Act“ (Clyde Schifffahrts Gesetz). Damit wurde der Clyde Navigation Trust ins Leben gerufen, als Nachfolger des River Improvement Trusts. Diese neue Körperschaft hatte nicht nur erheblich erweiterte Befugnisse, einschließlich der Erhebung von Gebühren und der Finanzierung von Investitionen, sondern auch eine wesentlich breiter gefächerte Mitgliedschaft. Sie setzte sich zusammen aus neun Mitgliedern des Stadtrats, neun von Glasgower Schiffseignern gewählten Vertretern sowie je zwei Vertretern des Merchants' House, des Trades' House und des Chamber of Commerce (das heißt, der drei Organisationen der Handel- und Gewerbetreibenden). Der Trust war verantwortlich für die Aufrechterhaltung des Schiffsverkehrs auf dem Clyde, die Freihaltung und Vertiefung des Fahrwassers, den Betrieb von Fähren und den Ausbau und Unterhalt der Hafenanlagen zum Wohl von Handel, Schiffbau und anderen ortsansässigen Industrien.
Im Jahre 1871 hatte man das Flussbett soweit vertieft, dass bei Hochwasser eine Wassertiefe von mindestens 6,7 m von Greenock am Firth of Clyde die etwa 40 km bis zum Broomielaw Quay in Glasgow garantiert war, und 1890 konnten Schiffe mit bis zu 7,5 m Tiefgang bis Glasgow dampfen. Die Stadt war inzwischen eines der weltweit größten Zentren des Schiffbaus geworden, und der Bedarf für Hafenanlagen stieg stetig an. Das erste neue Hafenbecken, das Kingston Dock, wurde 1867 fertiggestellt. Es folgten das Queen’s Dock (1877), das Cessnock Dock, später Prince's Dock genannt (1897), das Rothesay Dock (1907) und zuletzt das King George V Dock (1931). Gleichzeitig wurden die Kaianlagen an beiden Ufern des Clyde fortlaufend erweitert: 1914 beliefen sie sich auf insgesamt 17,6 km Länge. Ebenso ließ der Clyde Navigation Trust in den Jahren 1869 bis 1898 drei Trockendocks im Stadtteil Govan am Südufer des Clyde bauen, in denen Schiffe überholt oder auch umgebaut wurden; das erste wurde 1875 in Betrieb genommen, das zweite 1886, das dritte und größte 1898. Alle drei wurden 1988 geschlossen und stillgelegt, sind aber als historische Zeugen Glasgower Schifffahrtsgeschichte erhalten. Auch die Fahrrinnenvertiefung wurde fortgesetzt: Als die neugebaute 45.647 BRT Aquitania der Cunard Line im Mai 1914 von Clydebank auslief, war der Schifffahrtsweg nahezu 10 m tief.

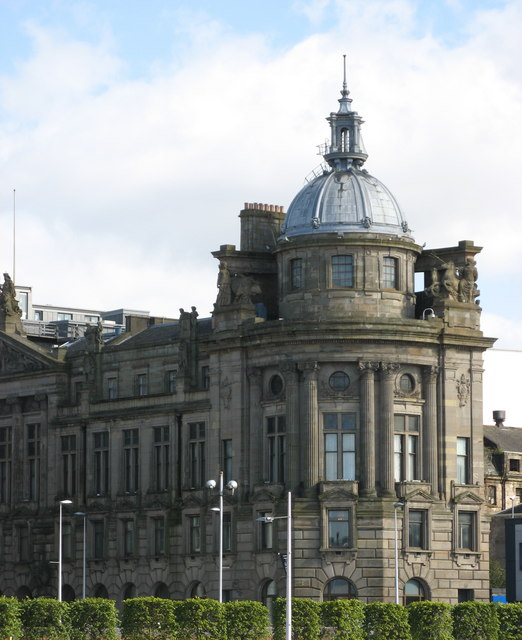
Das Hauptgebäude des Clyde Navigation Trust bzw. Clydeport PLC (2009)

In den Jahren 1882 bis 1886 ließ sich der Trust ein repräsentatives Hauptquartier im Stil der Neorenaissance am nördlichen Ufer des Clyde bauen. Es wurde 1905–1908 erweitert, steht an der Ecke Clyde Street und Robertson Street und wurde 1966 in die schottischen Denkmallisten in der höchsten Denkmalkategorie A aufgenommen.

## Auflösung und Nachfolgeinstitutionen
Mit dem Niedergang der Schifffahrt und des Schiffbaus am Clyde verlor auch der Clyde Navigation Trust an Bedeutung. Er wurde 1966 durch die „Clyde Port Authority“ ersetzt, die 1992 zur „Clydeport PLC“ mutierte. Seitdem ist die Clydeport PLC für alle Hafenanlagen im Clyde und im Firth of Clyde verantwortlich.
Koordinaten: 55° 51′ 25,1″ N, 4° 15′ 38,9″ W